# Рокитниця (Підкарпатське воєводство)
Рокитниця (пол. Rokietnica) — село на Закерзонні, в Польщі, у гміні Рокитниця Ярославського повіту Підкарпатського воєводства.
Населення — 2516 осіб (2011).

## Розташування
Знаходиться в західній частині Надсяння. Розташоване на відстані 9 км на південь від повітового центру Ярослава і 48 км на схід від воєводського центру Ряшева.

## Історія
Латинізацію і полонізацію окупованого Надсяння поляки почали невдовзі після окупації — уже в 1400 р. поставлені тут окупантами сатрапи Дершняки заснували латинську парафію.
У 1508 р. селом володів Петро Коля.
За податковим реєстром 1515 р. село належало Дершняку, були 2 лани (коло 50 га) оброблюваної землі, млин, корчма.
За податковим реєстром 1589 р. село належало Станіславу Дершняку, були 13 ланів (коло 350 га) оброблюваної землі, млин, 6 загородників із земельною ділянкою і 5 без земельної ділянки, 2 коморники з тягловою худобою і 1 без тяглової худоби. До 1772 року Рокитниця входила до складу Перемишльської землі Руського воєводства Королівства Польського.
Відповідно до «Географічного словника Королівства Польського» в 1880 р. Рокитниця знаходилась у Ярославському повіті Королівства Галичини і Володимирії, у присілку Соболівка було 68 будинків і 461 мешканець та на землях фільварку Зигмунта Дембовського — 8 будинків і 97 мешканців, загалом у селі налічувалось 314 будинків і 1956 мешканців (9 греко-католиків, 1896 римо-католиків і 51 юдей). На той час унаслідок півтисячоліття латинізації та полонізації українці лівобережного Надсяння опинилися в меншості.
Після розпаду Австро-Угорщини і утворення 1 листопада 1918 р. Західноукраїнської Народної Республіки Рокитниця разом з усім Надсянням були окуповані Польщею в результаті кривавої війни. Рокитниця входила до Ярославського повіту Львівського воєводства, в 1934—1939 рр. — у складі ґміни Хлопіце. Українці-грекокатолики села фіксуються до 1919 р. в шематизмах, належали до парафії Боратин Порохницького деканату Перемишльської єпархії.
16 серпня 1945 року Москва підписала й опублікувала офіційно договір з Польщею про встановлення лінії Керзона українсько-польським кордоном. Українці не могли протистояти антиукраїнському терору після Другої світової війни. Частину добровільно-примусово виселили в СРСР (6 осіб — 1 родина). Решта українців попала в 1947 році під етнічну чистку під час проведення Операції «Вісла» і була депортована на понімецькі землі у західній та північній частині польської держави, що до 1945 належали Німеччині.
У 1975—1998 роках село належало до Перемишльського воєводства.

## Демографія
Демографічна структура станом на 31 березня 2011 року:
|          | Загалом | Допрацездатний вік | Працездатний вік | Постпрацездатний вік |
| -------- | ------- | ------------------ | ---------------- | -------------------- |
| Чоловіки | 1262    | 292                | 809              | 161                  |
| Жінки    | 1254    | 266                | 720              | 268                  |
| Разом    | 2516    | 558                | 1529             | 429                  |